# Silke Van Avermaet
Pour les articles homonymes, voir Van Avermaet.
Silke Van Avermaet, née le 2 juin 1999, est une joueuse de volley-ball internationale belge évoluant au poste de centrale,.

## Biographie
En 2018, elle est désignée Rookie féminine de l'année lors des VolleyProms.

## Clubs
| Club                   | De        | À         |
| ---------------------- | --------- | --------- |
| Asterix Kieldrecht     | 2015-2016 | 2020-2021 |
| Volley Mulhouse Alsace | 2021-2022 | en cours  |

## Palmarès

### Clubs
- Championnat de France :
  - Finaliste : 2022, 2023.